# Pretoriamyia ogilviei
Pretoriamyia ogilviei là một loài ruồi trong họ Tachinidae.